# 中伟股份
中伟新材料股份有限公司（简称中伟股份，深交所：300919）成立于2014年9月，为湖南中伟控股集团有限公司旗下控股子公司、上市主体，是专业的新能源材料综合服务商，属于国家战略性新兴产业中的新材料、新能源领域。公司被认定为国家企业技术中心、博士后科研工作站、国家高新技术企业、国家技术创新示范企业，获得“国家智能制造工厂”、“绿色制造工厂”、“绿色设计示范企业”等称号。
公司在全球已设立中伟铜仁产业基地、中伟宁乡产业基地、中伟钦州产业基地、中伟开阳产业基地、中伟莫罗瓦利产业基地等产业基地。

## 历史沿革
2014年，中伟新材料有限公司成立。
2015年，中伟股份西部产业基地正式投产。
2018年，中伟股份中部产业基地正式投产。
2019年，公司完成股份制改革，正式更名为中伟新材料股份有限公司；中伟股份西部产业基地循环科技园正式投产。
2020年，公司成功登陆创业板，股票代码：300919。
2021年，钦州产业基地在广西钦州奠基开工并于同年12月投产。
2022年10月，中伟首个海外基地印尼莫罗瓦利产业基地正式投产，全球首次工业化应用OESBF工艺产出冰镍。
2022年12月，中伟开阳磷铁一体化产业基地投产。